# Lobopola transoma
Lobopola transoma är en fjärilsart som beskrevs av William Schaus 1901. Lobopola transoma ingår i släktet Lobopola och familjen mätare. Inga underarter finns listade i Catalogue of Life.